# Saint-Étienne-de-Chomeil

Saint-Étienne-de-Chomeil este o comună în departamentul Cantal, Franța. În 1 ianuarie 2022 avea o populație de 252 de locuitori.